# District de Lanshan (Rizhao)
Pour les articles homonymes, voir Lanshan.
Le district de Lanshan (岚山区 ; pinyin : Lánshān Qū) est une subdivision administrative de la province du Shandong en Chine. Il est placé sous la juridiction de la ville-préfecture de Rizhao.